# Katharina Larissa Paech
Katharina Larissa Paech (* 1975 in Reutlingen) ist eine deutsche Musikwissenschaftlerin, Cembalistin und Organistin.

## Leben
Katharina Larissa Paech studierte von 1995 bis 2003 in Berlin und Würzburg Cembalo, Musikwissenschaft, Kunstgeschichte und Musikpädagogik. Sie setzte ihre Studien an der Universität für Musik und darstellende Kunst Graz fort, wo sie die Abschlüsse in Kirchenmusik und Orgel erhielt. 2006 wurde sie nach einem Doktoratsstudium in Musikwissenschaft promoviert.
Paech lehrt an der Universität Graz die Fächer Orgelbau und Orgelliteraturkunde. Sie ist Mitherausgeberin der Gesamtausgabe von Johann Pachelbel, dessen Werkverzeichnis (PWV) sie seit 2006 erstellt.

## Werk

### Musikeditionen
- Domenico Scarlatti: Ausgewählte Klavierwerke. Schott, Mainz 2003.
- Johann Pachelbel: Sämtliche Vokalwerke, Bd. 4: Magnificat I. Bärenreiter, Kassel 2009.
- Johann Pachelbel: Sämtliche Vokalwerke, Bd. 2: Ingressus I. Bärenreiter, Kassel 2011.
- Johann Pachelbel: Sämtliche Vokalwerke, Bd. 5: Magnificat II. Bärenreiter, Kassel 2013.
- Johann Pachelbel: Sämtliche Vokalwerke, Bd. 3: Ingressus II. Bärenreiter, Kassel 2014.
- Johann Pachelbel: Sämtliche Vokalwerke, Bd. 6: Magnificat III. Bärenreiter, Kassel 2015.

### Schriften
- Johann Pachelbel. Geistliche Vokalmusik. Teil I: Textband, Teil II: Notenband. Diss. Universität für Musik und Darstellende Kunst Graz 2006.
- Johann Pachelbel. Die Erfurter Erbhuldigungsmusiken von 1679. Bakk. Universität für Musik und Darstellende Kunst Graz 2006.
- Erfrischend klangschön, Die geistliche Vokalmusik von Johann Pachelbel. In: Musik und Kirche. 2/2006, S. 105–108.
- Einen barocken Schatz heben. Johann Pachelbel und seine Kompositionen. In: Musica sacra. 4/2006, S. 224–226.
- Mehr als ein Kanon. Johann Pachelbel und seine Musik. In: Singende Kirche. 4/2006, S. 232–236.
- Johann Pachelbel und seine Musik – Einladung zu einer Entdeckungsreise. In: Gottesdienst und Kirchenmusik. 6/2006, S. 6–10.
- Johann Pachelbels geistliche Vokalmusik. In: De musica disserenda. IV/2 (2008), S. 43–64.
- Pachelbels d-Moll-Ciacona als Vorbild für eine Aemulatio – Zur Form der Passacaglia in c-Moll von J. S. Bach. In: De musica disserenda. VI/2 (2010), S. 23–34.
- Anmerkungen zum Orchesterschaffen von Heinrich Kaspar Schmid. In: Heinrich Kaspar Schmid. Hrsg. v. Alexander Suder. Tutzing 2004, S. 117–123 (= Komponisten in Bayern. Bd. 44).
- Chormusik von Heinrich Kaspar Schmid. In: Heinrich Kaspar Schmid. Hrsg. v. Alexander Suder. Tutzing 2004, S. 89–101 (= Komponisten in Bayern. Bd. 44).
- Arthur Piechler. In: Die Musik in Geschichte und Gegenwart. 2. neubearb. Ausg. Hrsg. v. Ludwig Finscher. Personenteil. Kassel 1999ff., Bd. 13, Sp. 553f.
- Der „Welt-berühmte Organist und Componist“ von Lübeck: Dieterich Buxtehude. In: Singende Kirche. 3/2007, S. 152–154.
- Musik für Gottesdienst und „Abendmusik“, für Kenner und für das Lübecker Bürgertum. Zur Vokalmusik von Dieterich Buxtehude, Singende Kirche 4/2007, S. 221–224.
- Hugo Distler als Vokalkomponist. In: Singende Kirche. 2/2008, S. 59–63.
- „Neue Wege in der Orgelkomposition“ – Hugo Distlers Orgelmusik. In: Singende Kirche. 4/2008, S. 176–179.
- „…meine Art die Orgel zu behandeln…“. Zur Orgelmusik von Felix Mendelssohn Bartholdy. In: Singende Kirche. 2/2009, S. 101–107.
- „…wie ein anderer Elias…“. Zur geistlichen Chormusik von Felix Mendelssohn Bartholdy. In: Singende Kirche. 4/2009, S. 248–253.
- Die „Norddeutsche Orgelschule“ – Wege und Irrwege in Forschung und Rezeption. In: Muzikološki zbornik. XLII/2 (2011), S. 115–124.
- Hortense Parent. In: MUGI. Musikvermittlung und Genderforschung: Lexikon und multimediale Präsentation. Hrsg. von Beatrix Borchard. Hochschule für Musik und Theater Hamburg, 2003ff. Stand vom 17. Juli 2018
- „Le piano, ce grand vulgarisateur de la musique“. Klavierunterricht für bürgerliche Pariser Kinder im 19. Jahrhundert zwischen Idealvorstellung und Realität. In: De musica disserenda. XIV/2 (2018), S. 55–71.
- „Hymnus novus“. Barocke Figuraliter-Hymnen aus der Wiener Franziskanerprovinz. In: Muzikološki zbornik. LVI/1 (2020), S. 45–58.
- Das Orgelkonzert in g-Moll op. 65 von Arthur Piechler. Würzburg (Bayerische Julius-Maximilians-Universität Würzburg, Magisterarbeit) 2002.
- Johann Pachelbel. Die Erfurter Erbhuldigungsmusiken von 1679. Graz (Kunstuniversität Graz, Bakkalaureatsarbeit) 2006.
- Barocke Hymnen aus der Bibliothek des Franziskanerklosters Graz. Graz (Kunstuniversität Graz, Bakkalaureatsarbeit) 2006.
- La Petite Virtuosité op. 172 von Théodore Lack – ein Kleinod unter den romantischen Klavieretüden für die Mittelstufe. Graz (Kunstuniversität Graz, Bachelorarbeit) 2014.
- Elementare Klavierpädagogik in Frankreich im 19. Jahrhundert – dargestellt anhand von ausgewählten Quellen. Graz (Kunstuniversität Graz, Masterarbeit) 2015.